# Maen Roch
Maen Roch é uma comuna francesa na região administrativa da Bretanha, no departamento de Ille-et-Vilaine. Estende-se por uma área de 39.11 km². Em 2010 a comuna tinha 5 017 habitantes (densidade: 128,3 hab./km²).
Foi criada em 1 de janeiro de 2017, após a fusão das antigas comunas de Saint-Brice-en-Coglès (sede) e Saint-Étienne-en-Coglès.